# Velarifictorus sus
Velarifictorus sus är en insektsart som beskrevs av Andrej Vasiljevitj Gorochov 1992. Velarifictorus sus ingår i släktet Velarifictorus och familjen syrsor. Inga underarter finns listade i Catalogue of Life.